# Aesculus parviflora
Aesculus parviflora là một loài thực vật có hoa trong họ Bồ hòn. Loài này được Walter mô tả khoa học đầu tiên năm 1788.

## Hình ảnh

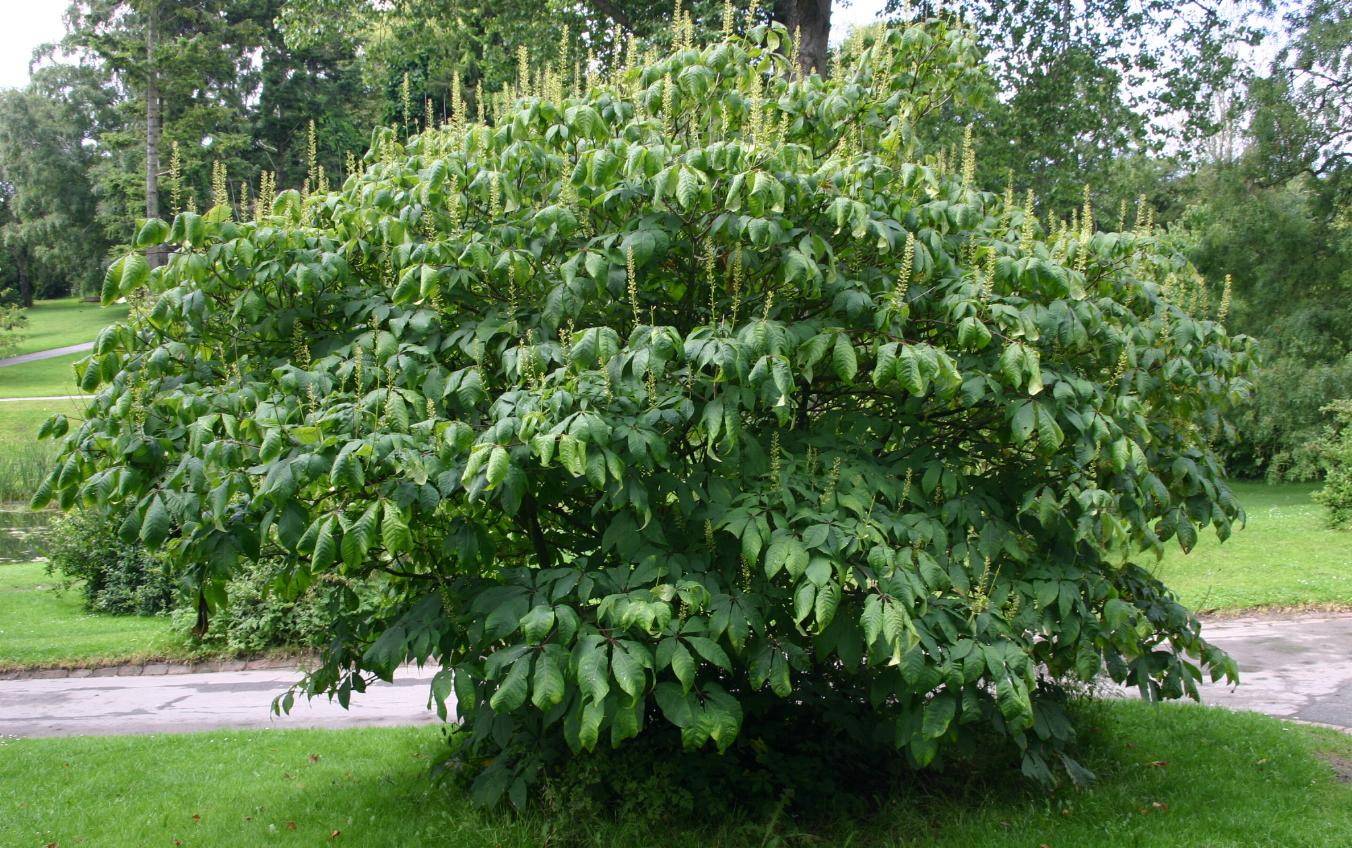
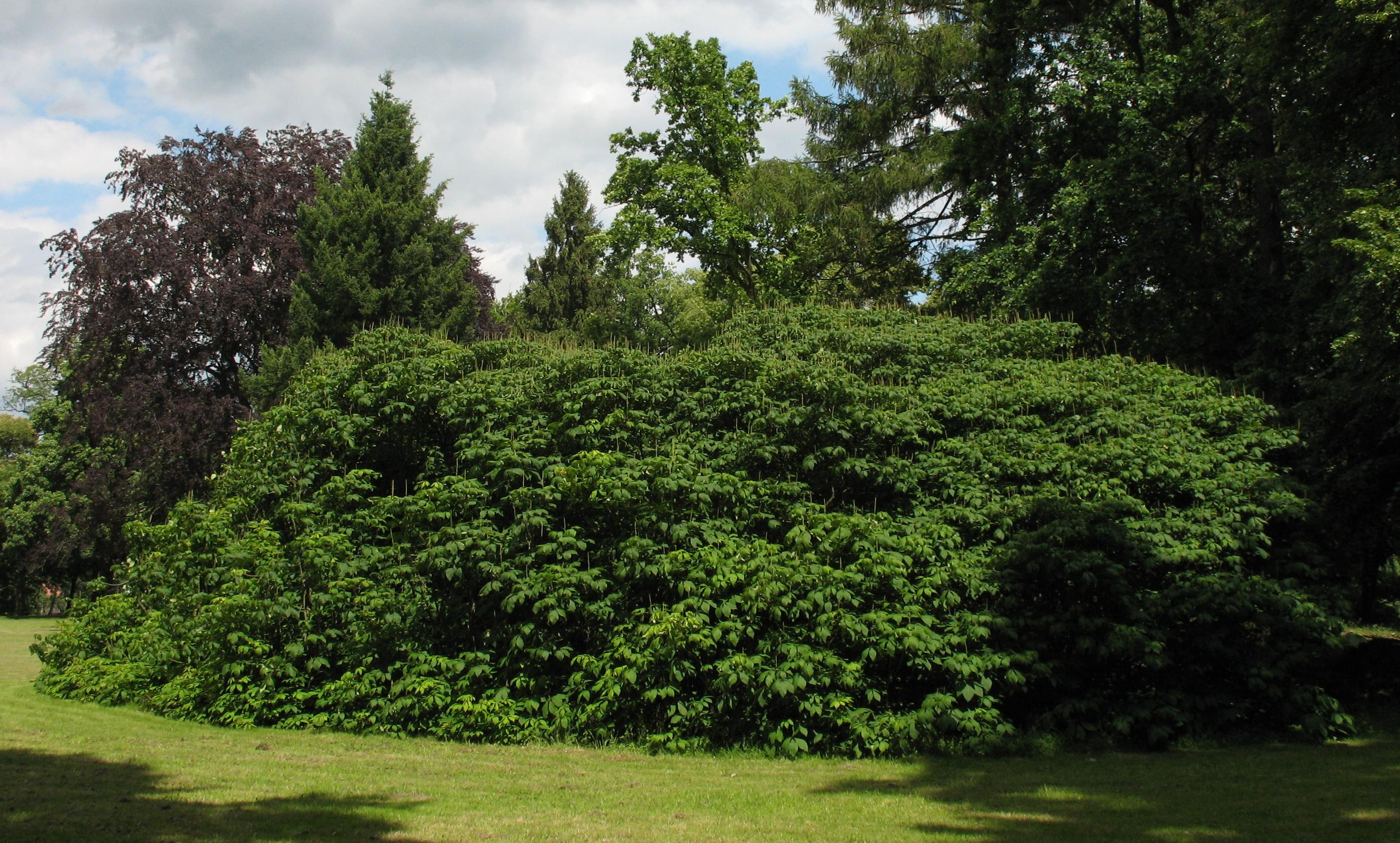
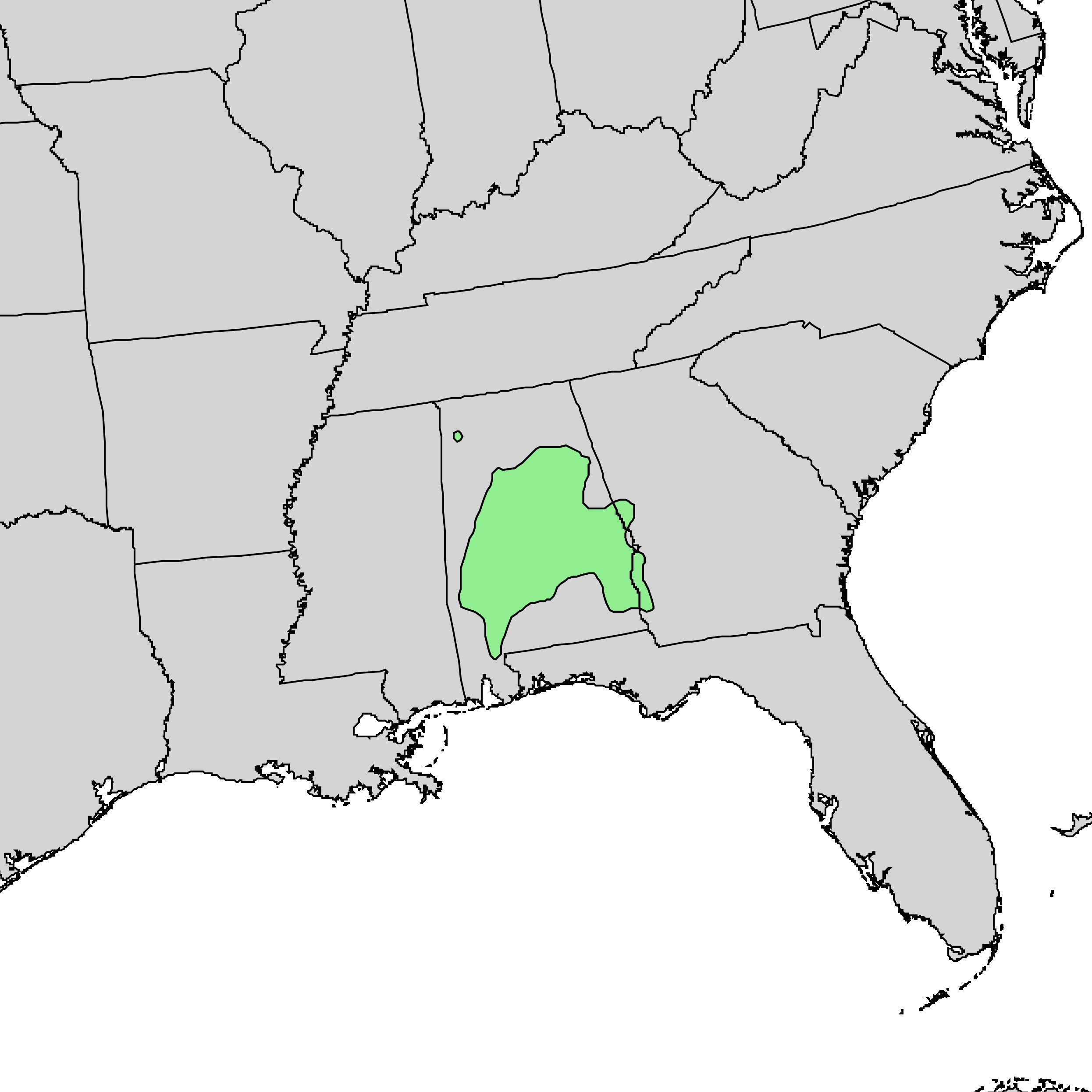
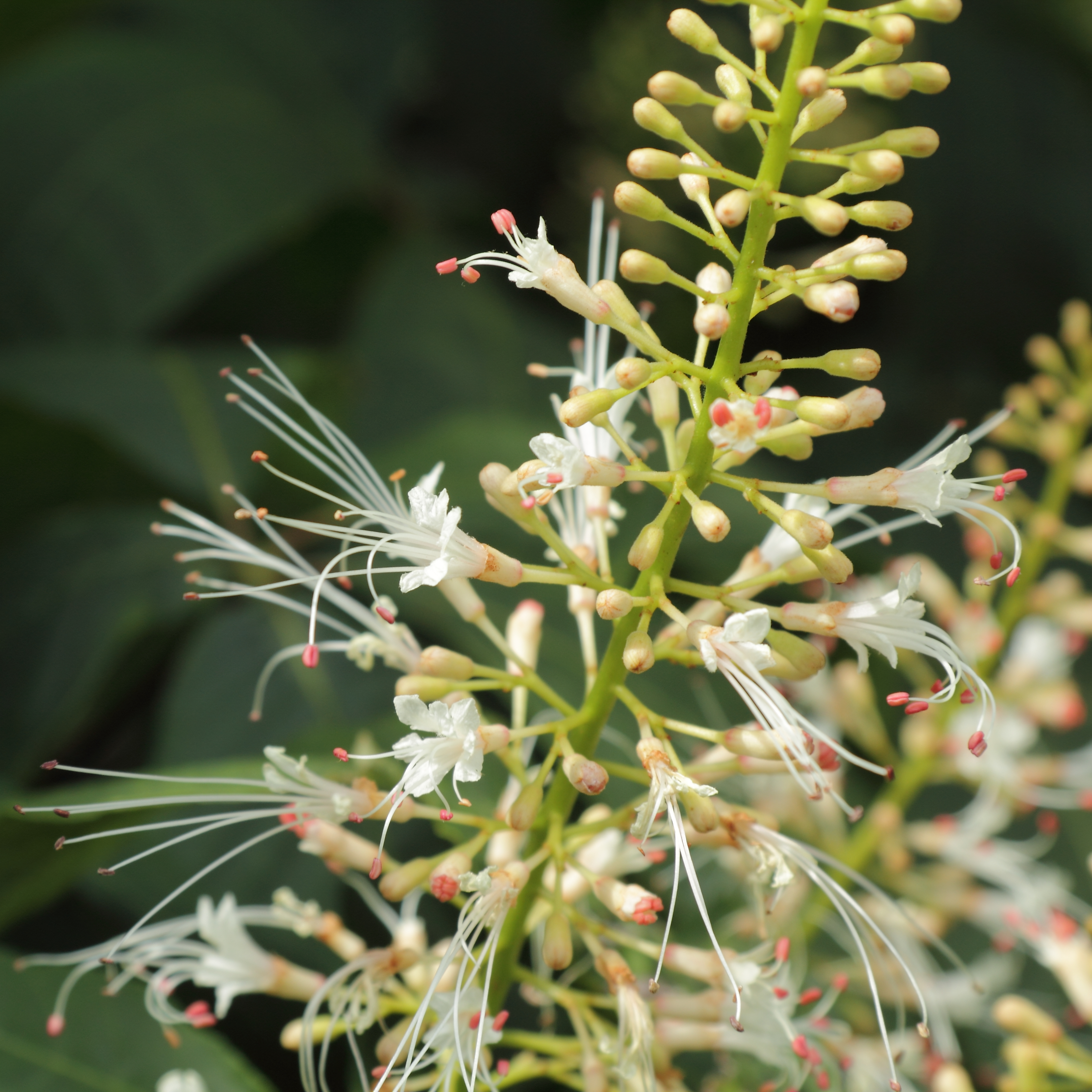